# My World (EP của aespa)
My World là đĩa mở rộng thứ ba của nhóm nhạc nữ Hàn Quốc aespa. Album được phát hành bởi SM Entertainment vào ngày 8 tháng 5 năm 2023 với sáu bài hát, bao gồm đĩa đơn phát hành trước "Welcome to My World" và đĩa đơn chủ đề "Spicy".

## Bối cảnh và phát hành
Ngày 16 tháng 2 năm 2023, Lee Sung-soo đã phát hành một video dài 30 phút nói rằng: "Lee Soo-man là lý do khiến âm nhạc của aespa bị trì hoãn" và nhóm dự kiến sẽ phát hành nhạc mới vào ngày 20 tháng 2. Hơn nữa, anh nói thêm rằng Soo-man muốn bắt đầu "đưa các mô-típ bảo vệ môi trường về trồng cây và tính bền vững vào các bài hát" mà sau đó đã bị loại bỏ vì chúng "không phù hợp với thế giới của aespa" và khiến nhóm "khó chịu". Ngày 25 và 26 tháng 2, nhóm đã biểu diễn các bài hát chưa được phát hành: "Salty & Sweet", "Thirsty", "I'm Unhappy", "'Til We Meet Again" tại buổi biểu diễn đầu tiên của nhóm, Synk: Hyper Line. Ngày 16 tháng 3, SM Entertainment thông báo rằng aespa sẽ phát hành đĩa hát vào đầu tháng 5. Trong một cuộc phỏng vấn cho ấn bản tháng 3 năm 2023 của Uproxx, thành viên Giselle tiết lộ rằng âm nhạc sắp tới của nhóm sẽ "có một chút khác biệt, trong khi vẫn giữ được toàn bộ khí chất nguyên bản của aespa" bằng cách "[thể hiện] một phiên bản linh hoạt của [chính họ]". Cô giải thích thêm rằng các bài hát sẽ "tình cảm hơn với sự tập trung [chủ yếu] vào định hướng âm nhạc, [ngoài ra], còn tập trung thêm cả vào màn trình diễn".
Ngày 17 tháng 4, có thông báo rằng đĩa mở rộng thứ ba của nhóm mang tên My World, bao gồm sáu bài hát, sẽ được phát hành vào ngày 8 tháng 5. Cũng có thông báo rằng "Welcome to My World" sẽ được phát hành trước vào ngày 2 tháng 5. Đĩa mở rộng sẽ có bốn phiên bản với 11 bìa khác nhau tùy thuộc vào phiên bản, với các đơn đặt hàng trước bắt đầu trong cùng một ngày. Ngày hôm sau, video teaser được tung ra. Ngày 24 tháng 4, một video teaser theo phong cách "tin nóng" đã được đăng tải. Cùng ngày, danh sách 6 bài hát đã được phát hành trên trang web chính thức của nhóm với "Spicy" được công bố là đĩa đơn chủ đề. Ngày 26 tháng 4, có thông tin tiết lộ rằng Naevis, nhân vật AI trong cốt truyện SMCU của Aespa, sẽ góp mặt trong "Welcome to My World" với tư cách là một nghệ sĩ ảo. Ngày 2 tháng 5, "Welcome to My World" được phát hành cùng với video âm nhạc. Video ca khúc cho "I'm Unhappy", "Salty & Sweet" và "Thirsty" lần lượt được phát hành từ ngày 2 đến ngày 4 tháng 5. Ngày 6 tháng 5, teaser video âm nhạc cho đĩa đơn chủ đề "Spicy" được đăng tải. Đĩa mở rộng được phát hành cùng với video âm nhạc "Spicy" vào ngày 8 tháng 5.

## Khái niệm
— Karina, giới thiệu My World tại buổi họp báo
Về quá trình sáng tạo và phong cách cho các bài hát, SM Entertainment tiết lộ rằng My World "sẽ tiếp tục kể câu chuyện khoa học viễn tưởng của nhóm" với các thành viên "hiện đang du hành đến thế giới thực từ Kwangya". aespa đã sử dụng phong cách "kitsch" và "urban" trong các đoạn giới thiệu và trang phục của nhóm trong quá trình quảng bá My World, khác với phong cách "cyberpunk" tương lai, đen tối của các album trước là Savage và Girls. Trong một bài báo cho Paper, Peyton Gatewood chú thích rằng nhóm "bỏ qua metaverse" và mở rộng câu chuyện của họ "vượt ra ngoài vùng đồng bằng xa lạ, pixelated của các album trước thành một địa hình tự nhiên hơn" với tài khoản Twitter của nhóm, nói rằng "aespa đang ở trong Thế giới thực!".
Trong sự kiện trực tiếp "Aespa 'My World' Countdown Live", Karina đã tuyên bố rằng "không có nhân vật phản diện nào trong thế giới thực của chúng ta". Tuy nhiên, sau khi aespa mời Naevis đến thế giới thực của họ trong ca khúc "Welcome to My World", "sự bất thường" tiếp tục xảy ra ở đó". Cô cũng tiết lộ rằng "có thể [nhóm] sẽ bắt đầu một trận chiến khác hoặc đi đến một thế giới khác" trong bản phát hành tương lai.

## Sáng tác
My World bao gồm sáu bài hát. Ca khúc đầu tiên và đĩa đơn phát hành trước "Welcome to My World", có sự góp mặt của Naevis trong cốt truyện SMCU của aespa, được mô tả là một bài hát pop và alternative pop "mơ mộng" và "hoành tráng" được đặc trưng bởi "tiếng guitar riff và dàn nhạc" với lời bài hát về "mời gọi Naevis [và người nghe] đến với thế giới âm nhạc của aespa". Ca khúc thứ hai và đĩa đơn chủ đề "Spicy" được mô tả là một bài hát dance và pop được đặc trưng bởi "âm thanh synth-bass mãnh liệt [và] nhịp điệu năng động". Ca khúc thứ ba "Salty & Sweet" được mô tả là một bài hát khiêu vũ xoay quanh nhịp điệu bass và nhịp điệu trầm của synth công nghiệp "thô".
Ca khúc thứ tư "Thirsty" được mô tả là một bài hát R&B với "nhịp điệu sôi nổi và phần hòa âm giọng hát" có lời bài hát "thể hiện cảm giác khát khao" và so sánh "trái tim sâu thẳm không ngừng hướng về người khác, với một làn sóng". Trong bài hát thứ năm "I'm Unhappy", nhóm sử dụng thế giới kỹ thuật số như một phép ẩn dụ cho "cảm giác bị ngắt kết nối với những người xung quanh" và khao khát "điều thực sự thay vì những mặt giả tạo của mạng xã hội". Bản nhạc pop có giai điệu "minimal" với "tiếng piano stripped-back plinky và tiếng trống réo rắt". Ca khúc thứ sáu và cũng là ca khúc cuối cùng "'Til We Meet Again" được mô tả là một bản ballad "nhẹ nhàng" với "màn trình diễn đàn dây" và "acoustic guitar" với ca từ nói về "tình yêu của các thành viên aespa đối với người hâm mộ, những người luôn kết nối với nhau thông qua âm nhạc".

## Hiệu suất thương mại
Ngày 24 tháng 4 năm 2023, có thông tin rằng My World đã bán được hơn 1,5 triệu bản trong đơn đặt hàng trước trong vòng chưa đầy một tuần. Album ra mắt ở vị trí số một trên Circle Album Chart, bán được 1.420.178 bản trong tuần thứ 19 năm 2023. Trong tuần đầu tiên phát hành, có thông tin My World đã bán được hơn 1,6 triệu bản trên Bảng xếp hạng Hanteo, vượt qua kỷ lục Born Pink của tiền bối BLACKPINK từ tháng 9 năm 2022. Chỉ trong hai tuần sau khi phát hành, album đã trở thành "album bán chạy gấp đôi với số hàng triệu" khi bán được 2.011.388 bản. Album từ đó đã được chứng nhận gấp đôi triệu bản bởi Hiệp hội Nội dung Âm nhạc Hàn Quốc (KMCA). Mini album cũng đứng đầu Bảng xếp hạng Circle Album Chart hàng tháng, bán được 1.949.219 bản trong tháng 5.
Tại Hoa Kỳ, My World ra mắt ở vị trí thứ chín trên bảng xếp hạng Billboard 200 với 39.000 bản được bán ra, sau khi phát hành thực tế trong khu vực. Đây là album thứ hai liên tiếp của nhóm lọt vào top 10. Hơn nữa, EP đã giành được vị trí quán quân trên cả hai bảng xếp hạng Billboard World Albums và Top Album Sales, giành vị trí số 1 thứ ba trong bảng xếp hạng cũ.

## Đánh giá chuyên môn
| Đánh giá chuyên môn | Đánh giá chuyên môn |
| Nguồn đánh giá      | Nguồn đánh giá      |
| Nguồn               | Đánh giá            |
| ------------------- | ------------------- |
| AllMusic            | [ 33 ]              |
| Clash               | 8/10                |
| Dork                | [ 35 ]              |
| NME                 | [ 36 ]              |
| IZM                 | [ 37 ]              |

Sau khi phát hành, My World đã nhận được đánh giá tích cực từ các nhà phê bình âm nhạc, những người ghi nhận sự thay đổi từ thế giới "cyberpunk" đen tối, tương lai và khen ngợi giọng hát cũng như sự đa dạng của aespa. Rhian Daly của NME cho biết "My World có thể làm giảm bớt các lớp của Vũ trụ Văn hóa SM (SMCU) trong các bài hát trong đó, nhưng điều đó không làm loãng âm thanh mà Aespa đã "xây dựng" và trở nên nổi tiếng, [Naevis] đã được nhắc đến nhiều trong các bản nhạc trước của nhóm một cách rất tinh tế và dễ bị bỏ qua tuy nhiên cô ấy vẫn ở đó nếu [người nghe] chú ý". Nhìn chung, cô ấy nói rằng "My World chứng minh aespa có thể thống trị các vũ trụ khác nếu không phải là SMCU". Sharifa Charles của tờ báo Clash đã tóm tắt đĩa mở rộng là "một sự giới thiệu đáng chú ý về tài năng linh hoạt của [aespa]" đã "mạo hiểm vào lãnh thổ chưa từng được khám phá". Viết cho AllMusic, Neil Z. Yeung đã cho My World với điểm số 4 trên 5, đây là "một luồng gió mới" trong K-pop. Yeung nói thêm rằng EP đang "mở rộng khả năng âm thanh và khí sắc trong thể loại này".
Trong bài đánh giá của cô dành cho Dork, Abigail Firth nói rằng với mini album aespa cho thấy một khía cạnh mới của họ đồng thời "tăng gấp đôi tính linh hoạt và mở rộng vũ trụ ngày càng hấp dẫn của nhóm". Nhà phê bình Seonghyun Han của IZM cho rằng EP "không phải là một tuyên bố chiếm đóng lãnh thổ mà là một tín hiệu vượt biên và mở rộng cửa ngõ". Anh cũng đặt tên ca khúc "Welcome to My World" là điểm nhấn trong kỷ lục.
| Phê bình/Xuất bản | Danh sách                        | Xếp hạng | Ng.    |
| ----------------- | -------------------------------- | -------- | ------ |
| Paste             | 20 Album K-pop Hay Nhất Năm 2023 | 12       | [ 38 ] |
| L'Éclaireur Fnac  | Album K-pop của năm              | N/A      | [ 39 ] |

## Quảng bá
Trước khi phát hành đĩa mở rộng, vào ngày 8 tháng 5 năm 2023, Aespa đã tổ chức một sự kiện trực tiếp có tên "Aespa 'My World' Countdown Live" trên YouTube, TikTok và IdolPlus để giới thiệu album và giao lưu với người hâm mộ của nhóm.

## Danh sách bài hát
| Danh sách bài hát của My World | Danh sách bài hát của My World    | Danh sách bài hát của My World                            | Danh sách bài hát của My World                                                                                   | Danh sách bài hát của My World     | Danh sách bài hát của My World |
| STT                            | Nhan đề                           | Phổ lời                                                   | Phổ nhạc | Phối khí                           | Thời lượng                     |
| ------------------------------ | --------------------------------- | --------------------------------------------------------- | --- | ---------------------------------- | ------------------------------ |
| 1.                             | "Welcome to My World" (ft Naevis) | Ellie Suh (153/Joombas) Hyun Ji-won Danke (Lalala Studio) | Mich Hansen Jacob Uchorczak Celine Svanbäck Patrizia Helander                                                    | Cutfather Ubizz                    | 3:27                           |
| 2.                             | "Spicy"                           | Bang Hye-hyun (Jam Factory (music publisher)\|JamFactory) | Ludvig Evers (Moonshine) Jonatan Gusmark (Moonshine) Emily Yeonseo Kim Cazzi Opeia Moa "Cazzi Opeia" Carlebecker | Moonshine Dsign Music Jinbyjin     | 3:17                           |
| 3.                             | "Salty & Sweet"                   | Bang Hye-hyun (JamFactory)                                | Anne Judith Stokke Wik Anne Judith Wik Moa "Cazzi Opeia" Carlebecker Jinbyjin                                    | Jinbyjin                           | 3:22                           |
| 4.                             | "Thirsty"                         | Kim Bo-eun (JamFactory)                                   | Geek Boy Al Swettenham Kyler Niko Paulina "Pau" Cerrilla                                                         | Geek Boy Al Swettenham             | 3:13                           |
| 5.                             | "I'm Unhappy"                     | Lee Seu-ran                                               | Barry Cohen Sophie Hintze Ally Ahern                                                                             | Gingerbread                        | 3:26                           |
| 6.                             | "'Til We Meet Again"              | Choi Jae-yeon (JamFactory)                                | Jake K (Artiffect) Maria Marcus Andreas Öberg MCK (Artiffect)                                                    | Jake K (Artiffect) MCK (Artiffect) | 3:38                           |
| Tổng thời lượng:               | Tổng thời lượng:                  | Tổng thời lượng:                                          | Tổng thời lượng:                                                                                                 | Tổng thời lượng:                   | 20:23                          |

## Giải thưởng và đề cử
| Giải thưởng               | Năm  | Hạng mục                              | Kết quả    | Ng.    |
| ------------------------- | ---- | ------------------------------------- | ---------- | ------ |
| Asian Pop Music Awards    | 2023 | Album hay nhất của năm (ở nước ngoài) | Đề cử      | [ 40 ] |
| Circle Chart Music Awards | 2023 | Nghệ sĩ của năm — Album               | Đề cử      | [ 41 ] |
| Golden Disc Awards        | 2023 | Album hay nhất (Bonsang)              | Đoạt giải  | [ 42 ] |
| Golden Disc Awards        | 2023 | Album của năm (Daesang)               | Đề cử      | [ 42 ] |
| MAMA Awards               | 2023 | Album của năm                         | Longlisted | [ 43 ] |
| Melon Music Awards        | 2023 | Album của năm                         | Đề cử      | [ 44 ] |

## Doanh số
| Quốc gia                                  | Chứng nhận | Số đơn vị/doanh số chứng nhận |
| ----------------------------------------- | ---------- | ----------------------------- |
| Hàn Quốc (KMCA)                           | 2× Million | 2,111,917                     |
| ^ Chứng nhận dựa theo doanh số nhập hàng. |            |                               |

## Lịch sử phát hành
| Khu vực   | Ngày                | Định dạng                  | Hãng              |
| --------- | ------------------- | -------------------------- | ----------------- |
| Nhiều nơi | 8 tháng 5 năm 2023  | Digital download streaming | SM Warner Dreamus |
| Hàn Quốc  | 8 tháng 5 năm 2023  | CD                         | SM Dreamus        |
| Hoa Kỳ    | 30 tháng 6 năm 2023 | CD                         | SM Warner         |